# جائزة فرانسيس بوير
جائزة فرانسيس بوير (بالإنجليزية: Francis Boyer Award)‏ كانت جائزة فرانسيس بوير أعلى وسام يمنحه معهد المشروع الأمريكي لأبحاث السياسة العامة. تم تسميته على اسم فرانسيس بوير، الرئيس التنفيذي لشركة سميث، كلاين وفرنش في منتصف القرن العشرين وداعمًا قويًا لمعهد أمريكان إنتربرايز الذي توفي عام 1972. تم استبدال جائزة بوير في عام 2003 بجائزة ايرفينغ كريستول.